# Championnat de Turquie de football de troisième division
La Nesine 2.Lig constitue le troisième niveau du football en Turquie, juste en dessous de la Division 2 (Trendyol 1.Lig).
Elle a été créée en 2001 sous le nom Türkiye 2. Futbol Ligi B, puis renommée Lig B en 2006 et Spor Toto 2. Lig depuis 2007. Composée de 3 groupe (A,B et C) entre 2002 et 2005, la ligue fut ensuite réduite à 2 groupes de 17 équipes : Blanc ((tr) Beyaz) et Rouge ((tr) Kırmızı). Fuchs Sports a le droit de diffuser en ligne les matchs de la Nesine 2. lig.

## Fonctionnement
Les 34 équipes composant la ligue sont réparties en deux groupes de 17 équipes disputant chacun un championnat. Le premier de chaque groupe est automatiquement promu en 1.Lig. Les 2e, 3e, 4e et 5e de chaque groupe se disputent ensuite la dernière place de promotion. Les trois derniers de chaque groupe sont automatiquement relégués en 3.Lig.

## Tableau des vainqueurs[1]
| Année     | Champion                 | Deuxième                 | Champion des Barrages   |
| 2001-2002 | Manisaspor               | Mersin İY                | Adana Demirspor         |
| Année     | Champion du Groupe A     | Champion du Groupe B     | Champion du Groupe C    |
| 2002-2003 | Karşıyaka SC             | Türk Telekom             | Kayseri Erciyesspor     |
| 2003-2004 | Fatih Karagümrük SC      | Sarıyer SC               | Mardinspor              |
| 2004-2005 | Uşakspor                 | Orduspor                 | Gaziantep BB SC         |
| Année     | Champion                 | Deuxième                 | Champion des Barrages   |
| 2005-2006 | Kasımpaşa SC             | Gençlerbirliği OFTAŞ SC  | Eskişehirspor           |
| 2006-2007 | Boluspor                 | Kartalspor               | Giresunspor             |
| 2007-2008 | Adanaspor                | Kardemir Karabükspor     | Güngören Belediyespor   |
| 2008-2009 | Bucaspor                 | Mersin İY                | Çanakkale Dardanelspor  |
| 2009-2010 | Güngören Belediyespor    | Akhisar Belediyespor     | TKİ Tavşanlı Linyitspor |
| Année     | Champion du Groupe Rouge | Champion du Groupe Blanc | Champion des Barrages   |
| 2010-2011 | Elazığspor               | Göztepe SC               | Sakaryaspor             |
| 2011-2012 | 1461 Trabzon SC          | Şanlıurfaspor            | Adana Demirspor         |
| 2012-2013 | Kahramanmaraşspor        | Balıkesirspor            | Fethiyespor             |
| 2013-2014 | Altınordu SC             | Giresunspor              | Alanyaspor              |
| 2014-2015 | Göztepe SC               | Yeni Malatyaspor         | 1461 Trabzon SC         |
| 2015-2016 | Manisaspor               | Ümraniyespor             | Bandırmaspor            |
| 2016-2017 | MKE Ankaragücü SC        | İstanbulspor             | BB Erzurumspor          |
| 2017-2018 | Hatayspor                | Altay SK                 | Afyonspor               |
| 2018-2019 | Menemen Belediyespor     | Keçiörengücü SC          | Fatih Karagümrük SC     |
| 2019-2020 | Bandırmaspor             | Samsunspor               | Tuzlaspor               |
| 2020-2021 | Eyüpspor                 | Manisa SC                | Kocaelispor             |
| 2021-2022 | Sakaryaspor              | Pendikspor               | Bodrumspor              |
| 2022-2023 | Çorum SC                 | Kocaelispor              | Şanlıurfaspor           |
| 2023-2024 | Amed SFK                 | Esenler Erokspor         | Iğdır SC                |